# Abraxas montivolans
Abraxas montivolans är en fjärilsart som beskrevs av Eugen Wehrli 1925. Abraxas montivolans ingår i släktet Abraxas och familjen mätare. Inga underarter finns listade i Catalogue of Life.